# Birgit Beer
Birgit Beer (geb. um 1962 in Lübeck) ist eine deutsche Opernsängerin (Sopran).

## Leben
Birgit Beer wurde in Lübeck als Tochter von Manfred R. Beer und seiner Frau, der Kommunalpolitikerin und Landtagsabgeordneten Grit Beer, geboren. Sie wuchs in Wien auf. Ihre musikalische Ausbildung erhielt sie in Wien bei Renate Holm und Hanna Ludwig, nachdem sie zunächst ein Kunststudium begonnen hatte. Ihr Bühnendebüt hatte sie als Papagena in Mozarts Zauberflöte am Stadttheater Augsburg. Nach dreijährigem Engagement an der Volksoper Wien wechselte sie nach München an das Staatstheater am Gärtnerplatz. Dem Ensemble der Oper Bonn gehörte sie von 1992 bis 1997, dem Ensemble des Aalto-Theaters, dem Opernhaus von Essen, anschließend bis 2000 an. Seither ist sie freiberuflich tätig.
Birgit Beer lebt in London.

## Diskografie
- Richard Strauss: Die Frau ohne Schatten, DVD 1992[1]
- Wagner: Die Feen (als Drolla), CD 1999
- Schön ist die Welt – der Oper, Operette und Evergreens, CD 2004
- Mozart: Die Zauberflöte (als Pamina), DVD 2006[2]